# Andrei Chemerkin
Andrei Ivanovich Chemerkin , né le 17 février 1972 à Solnechnodolsk (en), est un haltérophile russe.

## Carrière
Andrei Chemerkin est sacré champion olympique dans la catégorie des plus de 108 kg aux Jeux olympiques d'été de 1996 à Atlanta et médaillé de bronze dans la catégorie des plus de 105 kg aux Jeux olympiques d'été de 2000 à Sydney. Aux Championnats du monde d'haltérophilie, il remporte l'or à quatre reprises dans la catégorie des poids super lourds (en 1995, 1997, 1998 et 1999), l'argent en 1994 et le bronze en 1993 et 2001. Il obtient deux médailles d'or en 1994 et 1995 et deux médailles d'argent en 1993 et 1998 aux Championnats d'Europe d'haltérophilie.